# Yalovaspor Basketbol Kulübü
Il Yalovaspor Basketbol Kulübü, noto anche come Semt77 Yalovaspor per ragioni di sponsorizzazione, è un club di pallacanestro turco con sede a Yalova.

## Roster 2021-2022
Aggiornato al 21 gennaio 2022.
|    | Naz.                   | Ruolo | Sportivo         | Anno | Alt. | Peso |  |
| -- | ---------------------- | ----- | ---------------- | ---- | ---- | ---- |  |
| 2  | Stati Uniti (bandiera) | P     | Lamont Jones     | 1990 | 183  | 89   |  |
| 3  | Turchia (bandiera)     | G     | Oğulcan Baykan   | 1996 | 198  | 79   |  |
| 5  | Turchia (bandiera)     | G     | Kerem Gülmez     | 1994 | 193  | 82   |  |
| 9  | Stati Uniti (bandiera) | GA    | C.J. Williams    | 1990 | 196  | 104  |  |
| 10 | Turchia (bandiera)     | PG    | Can Altıntığ     | 1987 | 195  | 93   |  |
| 13 | Turchia (bandiera)     | AG    | İlkan Karaman    | 1994 | 205  | 115  |  |
| 14 | Stati Uniti (bandiera) | AG    | Brian Conklin    | 1989 | 198  | 105  |  |
| 24 | Stati Uniti (bandiera) | C     | Marcus Lee       | 1994 | 208  | 104  |  |
| 25 | Turchia (bandiera)     | G     | Şahin Ekmen      | 1989 | 193  | 84   |  |
| 35 | Turchia (bandiera)     | AG    | Mert Celep       | 1995 | 206  | 95   |  |
| 55 | Slovenia (bandiera)    | P     | Luka Rupnik      | 1993 | 185  | 71   |  |
| 60 | Turchia (bandiera)     | AG    | Doğan Şenli      | 1992 | 205  | 98   |  |
|    | Stati Uniti (bandiera) | G     | Roberto Gallinat | 1996 | 191  | 82   |  |
|    | Turchia (bandiera)     | AP    | Ergi Tirpancı    | 2000 | 200  | 93   |  |

### Staff tecnico
| Allenatore: | Hakan Yavuz      |
| Assistente: | Fatih Emre Gezer |

## Palmarès
- Türkiye Basketbol Ligi: 1

2023-2024